# Großwohnsiedlung

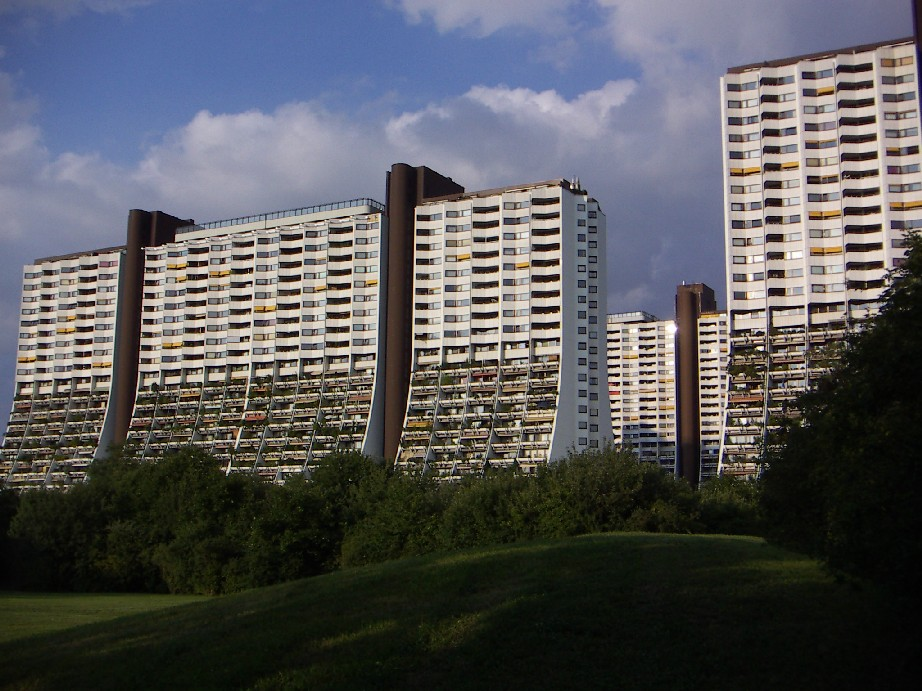
Wohnpark Alterlaa in Wien

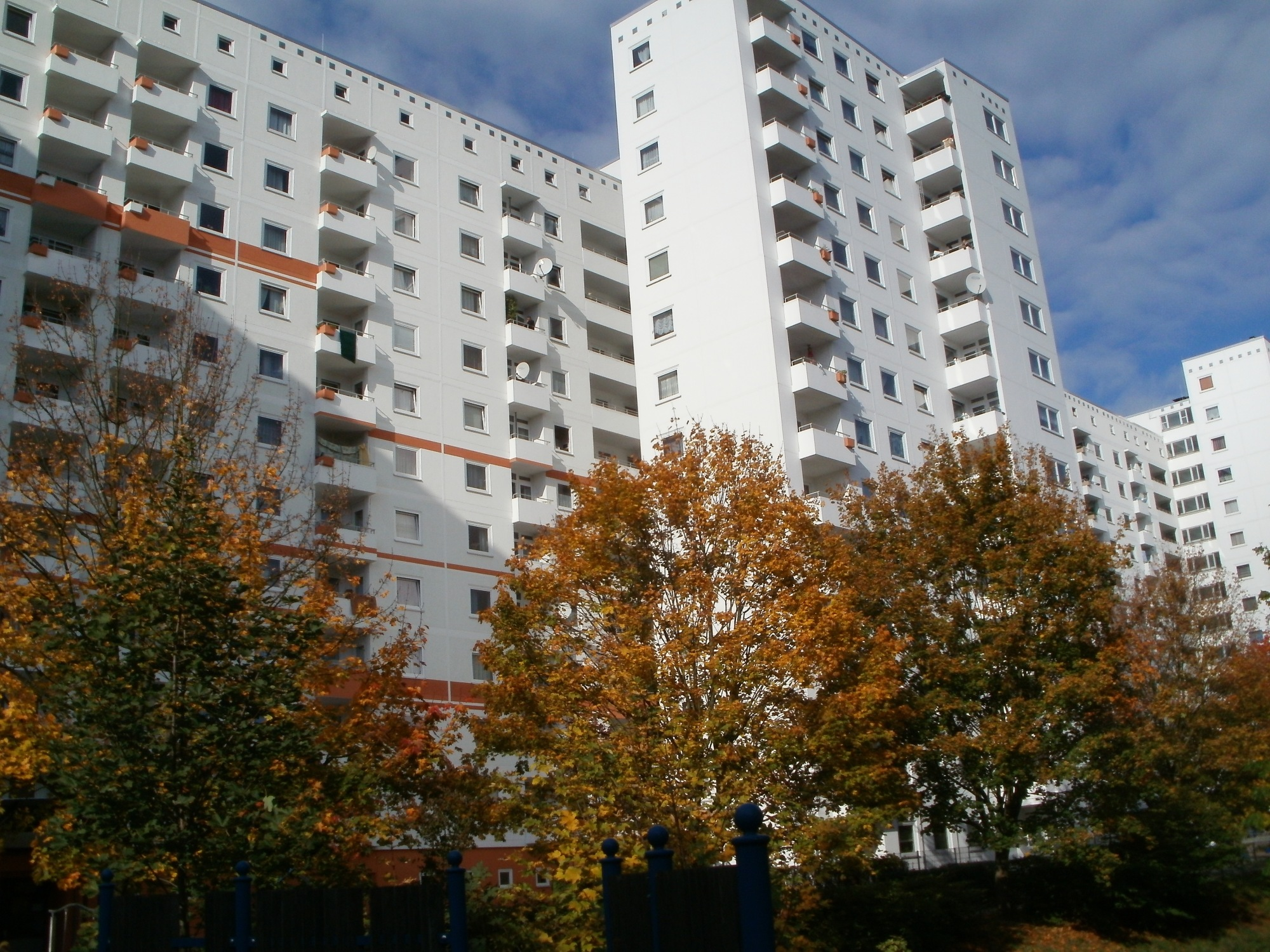
Hochhäuser in Kirchdorf-Süd, Hamburg

Als Großwohnsiedlung oder Großsiedlung werden Stadtteile oder große Wohnquartiere in Städten bezeichnet, die zumeist Geschosswohnungsbauten aufweisen und in ihrer Größe relativ kurzfristig entstanden sind. Dadurch unterscheiden sich Großsiedlungen von Stadtteilen, die durch kontinuierliche Erweiterung gewachsen sind. Es gibt keine allgemein verbindliche Definition über Größe und Art einer Großwohnsiedlung.
Vom deutschen Bundesbauministerium wurde der Begriff in den 1980er Jahren für die Bundesrepublik Deutschland wie folgt definiert
- nach 1945 erbaut
- funktional eigenständige Siedlungseinheit
- dichte, hochgeschossige, relativ homogene Bebauung
- mindestens 1000 Wohneinheiten
- überwiegend sozialer Wohnungsbau

Diese besondere Definition mit „nach 1945“ und „überwiegend sozialer Wohnungsbau“ trifft jedoch nicht für alle bestehenden Großwohnsiedlungen zu und kennzeichnet nicht die derzeitige Entwicklung. Das Bundesbauministerium definierte 1993 auf seine Förderpraxis bezogen, wonach Großwohnsiedlungen mindestens 2500 Wohneinheiten (WE) aufweisen müssten. Diese Anzahl ist im Jahr 1995 im Einvernehmen mit allen Bundesländern auf 2000 WE reduziert worden.

## Geschichte

### Vorstädte
Seit dem Entstehen vieler Städte im 12. Jahrhundert änderte sich bis etwa 1800 relativ wenig an dem Verhältnis von Stadt und Land. Im 19. Jahrhundert traten, gekennzeichnet durch starkes Bevölkerungswachstum, Landflucht, Industrialisierung und einen erhöhten Wohnflächenbedarf, neue Entwicklungen auf. Teile des Bürgertums zogen aus der Stadt in Vororte oder ins Umland (→ Suburbanisierung). Ein Motiv dafür waren die Lebensverhältnisse in den Stadtzentren.
Vielerorts wurden Straßenbahnen gebaut, die Vororte und Stadtzentren miteinander verbanden (z. B. in Berlin, Hannover, Köln und Frankfurt am Main).
Etwa ab dem Jahr 1900 verbesserte das Automobil die Mobilität derer, die ein Auto hatten (→ Geschichte des Automobils). Es entstanden neue Vorstädte, teils als Großwohnsiedlungen der Gründerzeit, in der Nähe der Fabriken wie Berlin-Wedding oder Berlin-Kreuzberg mit Mietskasernen (siehe: Gründerzeitviertel) oder als bürgerliche Vororte im Grünen (siehe: Villenkolonie und Gartenstadt).

### Gartenstadt
Die Gartenstadt-Vision bestimmte durch die Kaiserzeit, die Weimarer Republik, die Zeit des Nationalsozialismus und die Wiederaufbaujahre bis in die 1970er Jahre das Denken der Stadtplaner unterschiedlich. Wie viele der ersten Gartenstädte entstand ab 1907 zum Beispiel in Essen der Stadtteil Margarethenhöhe als Werkssiedlung. In der Hochzeit der Bewegung in den 1920er Jahren planten ihre Vordenker wie Bruno Taut „neue Städte mit 300.000 bis 500.000 Einwohnern, aufgelöst und völlig im Charakter der Gartenstadt gedacht, mit niedrigen Einzelhausreihen und tiefen Gärten für jedes Haus, gänzlich ohne Mietskasernen und als genossenschaftliche Unternehmungen.“ Diese Visionen von Gärtenstädten vermischten sich mit der damals aufkommenden Schlichtheit des Bauhaus-Stils. Während der Zeit des Nationalsozialismus musste sich die Gartenstadtbewegung den politischen Gegebenheiten unterwerfen – „1939 werden landesweit, bis auf wenige Ausnahmen, alle Wohnungsunternehmen der Deutschen Arbeitsfront (DAF) in Neue Heimat umbenannt.“

### Nachkriegszeit

#### Deutschland
Nach dem Zweiten Weltkrieg war es in den Jahren von 1950 bis 1970 erforderlich, möglichst viel Wohnraum in kurzer Zeit zu schaffen.
Gründe dafür waren
- die vielen im Zweiten Weltkrieg zerstörten Wohnungen,
- die Bevölkerungszunahme durch die Vertriebenen und Flüchtlinge aus den ehemaligen deutschen Ostgebieten, aus der Tschechoslowakei (Sudetendeutsche) und aus anderen Ländern in die Bundesrepublik Deutschland,
- das Bevölkerungswachstum auf Grund der Geburtenrate,
- die Landflucht in die Städte,
- der steigende Wohnflächenbedarf pro Kopf.

So hieß es 1957 im Zweiten Wohnungsbaugesetz der Bundesrepublik Deutschland (II. WoBauG) u. a.: dass ein „Wohnungsbau unter besonderer Bevorzugung des Baues von Wohnungen, die nach Größe, Ausstattung und Miete oder Belastung für breite Schichten des Volkes bestimmt und geeignet sind (sozialer Wohnungsbau), als vordringliche Aufgabe zu fördern“ sei.
Aufgrund der wenigen Wiederherstellung vieler im Krieg zerstörter Häuser gab es beständig zu wenig Wohnraum. Die Planung von Großwohnsiedlungen in der Bundesrepublik Deutschland wie in der DDR war erforderlich, um die drückende Wohnungsnot zu lindern.
Die Kriegszerstörungen wurden von Stadtplanern als Chance gesehen, städtebauliche Missstände zu beseitigen. Viele der gescholtenen Mietskasernen waren zerstört und konnten nun den Ideen von großzügigen Anlagen, Straßen und Wohnhäusern weichen. Nach all den schlechten Erfahrungen, die man mit der traditionellen Städtebauweise gemacht hatte, setzte man Hoffnungen auf Gartenstadt-Konzepte. Eine Idee der Planung war die Charta von Athen mit der funktionalen Aufteilung von Wohn- und Gewerbegebieten in den Städten, aber auch raumwirtschaftlichen Theorien zum Beispiel von Walter Christaller. Mit Ernst May wurde 1954 ein Architekt, der sich für den Plattenbau engagiert hatte, zum Leiter der Planungsabteilung der Neuen Heimat bestellt.
Die Großwohnsiedlungen der 1960er, 1970er und teilweise der 1980er Jahre entstanden im Westen zumeist in traditioneller Bauweise. Im Osten entstand ein großer Teil der Siedlungen seit Ende der 1960er Jahre und vor allem in den 1970er und 1980er Jahren als rationell gefertigte Plattenbauten im Zuge des Wohnungsbauprogramms der DDR, als in den alten Bundesländern nur noch vereinzelt neue Großsiedlungen gebaut wurden. In Westdeutschland traten als Bauherren meist die großen gemeinnützigen Wohnungsgesellschaften wie die Neue Heimat auf, die Fördermittel aus Bund- und Länderprogrammen des sozialen Wohnungsbaus erhielten. In Ostdeutschland wurde der Wohnungsbau durch die kommunalen Wohnungsbaugesellschaften und die Wohnungsgenossenschaften realisiert. Die Großwohnsiedlungen entwickelten sich – West wie Ost – dort, wo die einzigen Siedlungsmöglichkeiten in dieser Zeit bestanden: in den Randgebieten der bereits vorhandenen Siedlungskerne oder in den Achsen-Zwischenräumen „auf der grünen Wiese“, jedoch innerhalb der administrativen Stadtgrenzen.
Der Anteil der Wohnungen in Großwohnsiedlungen am Gesamtwohnungsbestand der Bundesrepublik Deutschland beläuft sich auf 7 %, wobei der Anteil sehr unterschiedlich ist und zwar in Westdeutschland bei nur 3 %, in Ostdeutschland jedoch 22 % und in einzelnen Städten wie Rostock bei 70 %, Magdeburg bei 40 % und Schwedt/Oder bei sogar 85 %.

##### Westdeutschland
Von Mitte der 1950er bis Mitte der 1970er Jahre entwickelten sich in der Bundesrepublik Deutschland die Großwohnsiedlungen. Sie sind fast nur in den großen Ballungsgebieten zu finden. In den Großwohnsiedlungen wohnte zunächst vorwiegend die Mittelschicht, meist junge Familien. In den gründerzeitlichen, unsanierten Altbauwohnungen der Innenstädte hingegen lebten viele sozio-ökonomisch schwächere Bewohner, Ausländer, Ältere oder Arbeitslose, aber auch Althausbesitzer aus der Mittelschicht.
Im Laufe der Jahrzehnte haben sich die materiellen Voraussetzungen, die erfüllbaren Ansprüche und Zielsetzungen der Wohnungspolitik in der Bundesrepublik verändert. In Westdeutschland wurden seit den 1970er Jahren zunehmend Wohnungen in Einfamilien- oder Reihenhaussiedlungen gebaut. Dieser Wohnungsbau wurde auf Grund preiswerter Baulandangebote in den damals noch ländlichen Gemeinden um die Großstädte befriedigt. Eine so genannte „Stadtflucht“ führte oftmals zur Verminderung der Einwohnerzahlen der Großstädte und zu reichen und großen Randgemeinden. Der Stellenwert von Großwohnsiedlungen veränderte sich. Die Großwohnsiedlungen wurden in dieser Zeit allmählich zum Symbol für einen inhumanen Städtebau; entsprechend dem Buchtitel von Alexander Mitscherlich wurde beklagt: die Unwirtlichkeit unserer Städte. „In den 1980er Jahren waren die ‚westlichen‘ Großwohnsiedlungen mit etwa 2,5 % des Wohnungsbestandes, jedoch in regional unterschiedlicher Größenordnung, als soziale Brennpunkte der Bundesrepublik aufgefallen.“ Eine aufwendige Nachbesserungsinitiative von Bund, Ländern, Gemeinden und Wohnungsgesellschaften hat zu einem Wiederanstieg der Wohnungsnachfrage und zu einer Beruhigung der Situation geführt.
Während um 1970 noch jeder Einwohner im Durchschnitt um 22 m² Wohnfläche bewohnte, stieg dieser Wert bis 1991 auf 36 m², um 2007 lag er über 40 m².

##### Ostdeutschland
In der DDR wurden seit den früheren 1950er Jahren auf der Grundlage eines zentralistischen Wirtschaftssystems territorialplanerisch neue Zielvorstellungen ausgehend von der „Standortverteilung der Produktivkräfte“ umgesetzt. Diese sollten „historisch überkommene regionale“ Disparitäten überwinden. Sie bestanden zwischen industriell geprägten südlichen Landesteilen und dem traditionell agrarisch geprägten Norden und Osten. Der industriell gefertigte Wohnungsbau wurde so mit neuen Wohnkomplexen und -gebieten „auf der grünen Wiese“ mit der Errichtung neuer Großbetriebe oder der Ansiedlung von Einrichtungen der Landesverteidigung verbunden.
Der Wiederaufbau nach dem Zweiten Weltkrieg erfolgte in der DDR langsam. Die Schaffung von Wohnraum in kürzester Zeit durch die Industrialisierung des Bauens war ab Mitte der 1950er Jahre mit Beschluss der Baukonferenz von 1955 oberstes Ziel. Die innerstädtischen Altbaugebiete wurden dadurch vernachlässigt. Die qualitativen Ansprüche sollten zugunsten der Überwindung der Wohnungsnot reduziert werden. Die Einführung der Großwohnsiedlung in der DDR war im Gegensatz zur BRD in erster Linie ein politisch motivierter Schritt. Die Wohnungspolitik in der DDR war verbunden mit der gesellschaftlichen Zielsetzung „Schaffung gleicher Lebensbedingungen“. Die Einführung einer sozialistischen Lebensweise sollte sich in der Art des Wohnens widerspiegeln. Das Ideal war somit die Kleinfamilie mit berufstätigen Eltern und zwei Kindern in einer sozialistischen Stadt. Mit der Großsiedlung konnten mehrere Aspekte gleichzeitig verwirklicht werden. Der Bedarf nach vielen Wohnungen wurde auf Kosten der Qualität in Angriff genommen. Die neuen Ideale der sozialen Gleichheit und die Konzepte der gegliederten und aufgelockerten Stadt wurden realisiert und eine soziale Segregation vermieden. Großwohnsiedlungen und größere Siedlungen wurden durch die industrielle Plattenbauweise errichtet.

„In Ostdeutschland war eine Wohnung in einer Großwohnsiedlung bei der allgemeinen Wohnungsknappheit und wegen der vernachlässigten Altbaugebiete das ‚Objekt der Begierde‘, weil nur die Wohnungen in den Großsiedlungen einen gewissen Standard wie Fernheizung und warmes Wasser boten.“

Von 1960 bis 1990 wurden 2,2 Millionen Wohnungen gebaut. Anfänglich waren die Bautypen in Blockbauweise noch stärker differenziert (Typ: 8 kN, 11 kN). Spätere Bautypen erfolgten in „Streifenbauweise“ und in „Platte“ mit den Modellbauten 35 kN-Typ, 50 kN-Typ, Typen P und QP. Ab 1971 wurde mit der Wohnungsbauserie WBS 70 eine variablere Typenlösung geschaffen, die aber landesweit und weniger differenziert als Platte umgesetzt wurde. Die typische WBS-70-Wohnung war auf die sozialistische Kleinfamilie ausgerichtet und hatte drei Räume, damit hatte eine Wohnung im Mittel 60 m² Wohnfläche. Im Jahr 1990 betrug die durchschnittliche Wohnfläche pro Person in den neuen Ländern rund 25 m², nach der Wende erhöhte sich diese Zahl auf 34 m² Wohnfläche je Bewohner im Jahr 2000.

#### Europa
In England oder Frankreich entstanden nach dem Krieg oftmals eigenständige Städte (New Towns oder Villes Nouvelles) mit bis zu 200.000 Einwohnern, z. B. Milton Keynes.

## Anzahl und Standorte

### Deutschland

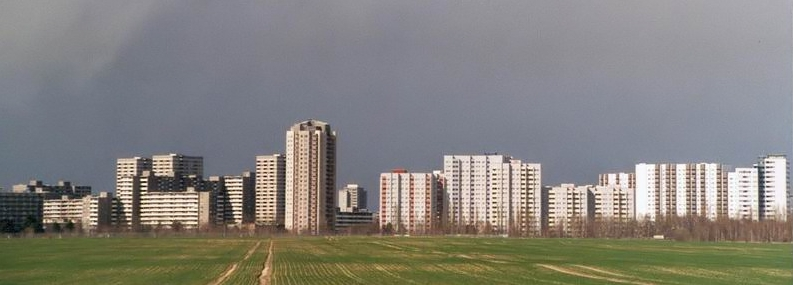
Die Gropiusstadt in Berlin

Zu der Anzahl der Großwohnsiedlungen in Ostdeutschland mit mehr als 2500 Wohneinheiten (WE) gibt es differierende Angaben. Danach gab es 1991 gemäß IRS in den neuen Ländern 147 Großwohnsiedlungen mit 1.001.085 WE. Das Bundesbauministerium (BMBau) hat 1998 diese Zahl auf 169 Großwohnsiedlungen mit 1.118.745 WE nach oben korrigiert. Es gab weitere 440 (IRS) und 517 (BMBau) größere Neubauwohnsiedlungen mit 500 bis 2.500 WE pro Siedlung mit insgesamt 487.679 WE bzw. 578.099 WE. Nach Müller/Rietdorf befinden sich 95 der 240 Siedlungen mit über 2500 WE in den alten Bundesländern und 144 in den neuen.
Es gibt in Ostdeutschland nach Rietdorf/Liebmann 386 Nachkriegsiedlungen mit mindestens 1000 WE. Für Westdeutschland lassen sich noch keine vergleichbaren Zahlen finden.
Während in den neuen Bundesländern fast jeder vierte Bewohner in einer Großwohnsiedlung lebt, ist die Bedeutung in den alten Bundesländern weitaus geringer. Nur jeder 60. Einwohner in Westdeutschland wohnt in einer Siedlung mit mehr als 2500 Wohneinheiten.
| Stadt                | Siedlung          | ca. Anzahl WE | ca. Anzahl Einwohner |
| -------------------- | ----------------- | ------------- | -------------------- |
| Freiburg im Breisgau | Rieselfeld        | 3.400         | 9.000                |
| Freiburg im Breisgau | Weingarten        | 4.800         | 10.000               |
| Freiburg im Breisgau | Landwasser        | 3.300         | 7.000                |
| Heidelberg           | Emmertsgrund-Nord | 1.700         | 4.200                |
| Karlsruhe            | Oberreut          | 4.231         | 9.956                |
| Karlsruhe            | Waldstadt         |               |                      |
| Mannheim             | Vogelstang        | 5.500         | 13.545               |
| Mannheim             | Herzogenried      |               |                      |
| Pforzheim            | Haidach           |               | 8.500                |
| Stuttgart            | Asemwald          | 1.137         | 1.800                |

| Stadt       | Siedlung                  | ca. Anzahl WE | ca. Anzahl Einwohner |
| ----------- | ------------------------- | ------------- | -------------------- |
| Erlangen    | Bruck                     | 3.250         |                      |
| Erlangen    | Büchenbach-Nord           | 2.900         |                      |
| München     | Fideliopark               | 1.700         | 6.000                |
| München     | Neuperlach                | 24.000        | 55.000               |
| München     | Hasenbergl                |               |                      |
| Nürnberg    | Langwasser                | 16.250        | 31.000               |
| Nürnberg    | Röthenbach bei Schweinau  | 3.200         |                      |
| Nürnberg    | Reichelsdorf-Einsteinring |               |                      |
| Schweinfurt | Bergl                     |               | 9.100                |
| Würzburg    | Heuchelhof                |               | 9.900                |

| Stadt  | Siedlung                                                                             | ca. Anzahl WE | ca. Anzahl Einwohner |
| ------ | ------------------------------------------------------------------------------------ | ------------- | -------------------- |
| Berlin | Hellersdorf                                                                          | 42.200        | 79.000               |
| Berlin | mehrere Siedlungen im Bezirk Lichtenberg                                             | 48.000        |                      |
| Berlin | Marzahn                                                                              | 58.200        | 110.000              |
| Berlin | Gropiusstadt                                                                         | 18.500        | 37.000               |
| Berlin | Hansaviertel                                                                         | 2.600         |                      |
| Berlin | Märkisches Viertel                                                                   | 17.000        | 39.000               |
| Berlin | Wohnkomplex Greifswalder Straße (Prenzlauer Berg)                                    | 3.200         | 10.000               |
| Berlin | Falkenhagener Feld (Spandau)                                                         |               | 30.000               |
| Berlin | Obstalleesiedlung und Rudolf-Wissell-Siedlung im Baugebiet Heerstraße Nord (Spandau) | 8.000         |                      |
| Berlin | Thermometersiedlung (Lichterfelde-Süd)                                               | 4.500         |                      |
| Berlin | Kamenzer Damm (Lankwitz)                                                             |               | 5.000                |
| Berlin | Großwohnsiedlung Waldsassener Straße (Marienfelde)                                   | 4.200         |                      |
| Berlin | John-Locke-Siedlung (Lichtenrade-West)                                               |               | 5.600                |
| Berlin | Nahariyastraße (Lichtenrade-Ost)                                                     |               | 6.900                |
| Berlin | Buckower Damm-Süd (Buckow-I)                                                         |               | 10.000               |
| Berlin | Buckow (vereint Teilgebiete von Buckow-l)                                            |               | 6.900                |
| Berlin | Ortolanweg (Britz-Süd)                                                               |               | 9.100                |
| Berlin | High-Deck-Siedlung (Neukölln)                                                        | 2.500         | 6.000                |
| Berlin | Dammweg-/Weiße Siedlung an der Aronstraße (Neukölln)                                 | 1.678         | 4.363                |
| Berlin | Salvador-Allende-Viertel (Köpenick)                                                  |               |                      |

| Stadt            | Siedlung                   | ca. Anzahl WE | ca. Anzahl Einwohner |
| ---------------- | -------------------------- | ------------- | -------------------- |
| Cottbus          | Neu Schmellwitz            |               |                      |
| Cottbus          | Sachsendorf/Madlow         |               |                      |
| Cottbus          | Sandow                     |               |                      |
| Cottbus          | Ströbitz                   |               |                      |
| Eisenhüttenstadt | WK I-IV                    | 6.997         |                      |
| Frankfurt (Oder) | Neuberesinchen             | 8.305         |                      |
| Guben            | WK IV                      | 4.158         |                      |
| Schwedt/Oder     | WK I - V Zentrum/Neue Zeit | 10.500        |                      |
| Schwedt/Oder     | WK VI Talsand              | 2.757         |                      |
| Schwedt/Oder     | WK VIII Kastanienallee     | 1.950         |                      |

| Stadt       | Siedlung        | ca. Anzahl WE | ca. Anzahl Einwohner |
| ----------- | --------------- | ------------- | -------------------- |
| Bremen      | Lüssum-Bockhorn | 2.500         |                      |
| Bremen      | Tenever         | 4.600         | 10.018               |
| Bremen      | Sodenmatt       | 3.192         | 6.911                |
| Bremen      | Vahr            | 11.800        | 27.091               |
| Bremerhaven | Grünhöfe        | 3.413         |                      |
| Bremerhaven | Leherheide-West | 3.700         | 8.000                |

| Stadt   | Siedlung               | ca. Anzahl WE | ca. Anzahl Einwohner |
| ------- | ---------------------- | ------------- | -------------------- |
| Hamburg | Kirchdorf-Süd          | 2.450         | 6.200                |
| Hamburg | Lohbrügge-Nord         | 6.000         |                      |
| Hamburg | Lenzsiedlung           | 1.130         | 3.000                |
| Hamburg | Mümmelmannsberg        | 7.300         | 17.980               |
| Hamburg | Neuallermöhe           | 3.800         |                      |
| Hamburg | Neuwiedenthal          | 4.400         | 13.500               |
| Hamburg | Osdorfer Born          | 3.949         | 11.600               |
| Hamburg | Steilshoop             | 8.631         | 19.662               |
| Hamburg | Tegelsbarg             | 2.236         | 7.700                |
| Hamburg | Barmwisch              | 1.740         |                      |
| Hamburg | Jenfeld-Ost            |               |                      |
| Hamburg | Bergedorf-West         | 2.200         | 7.200                |
| Hamburg | Gartenstadt Hohnerkamp | 1.555         |                      |
| Hamburg | Gartenstadt Farmsen    | 2.874         |                      |
| Hamburg | Horner Geest           | 8.200         | 19.000               |

| Stadt                | Siedlung                                                     | ca. Anzahl WE | ca. Anzahl Einwohner |
| -------------------- | ------------------------------------------------------------ | ------------- | -------------------- |
| Darmstadt            | Kranichstein                                                 | 3.500         | 11.833               |
| Darmstadt            | Eberstadt-Süd                                                |               | 3.089                |
| Dietzenbach          | Spessartviertel                                              | 1.019         | 3.280                |
| Frankfurt am Main    | Siedlung Ben-Gurion-Ring in Bonames und Nieder-Eschbach      | 1.700         |                      |
| Frankfurt am Main    | Siedlung Berkersheimer Weg                                   | 2.000         |                      |
| Frankfurt am Main    | Adolf-Miersch-Siedlung und Siedlung Im Mainfeld in Niederrad |               |                      |
| Frankfurt am Main    | Nordweststadt                                                | 7.000         | 20.000               |
| Frankfurt am Main    | Seckbach (Atzelberg)                                         | 1.000         |                      |
| Frankfurt am Main    | Unterliederbach-Ost                                          | 1.000         |                      |
| Fulda                | Aschenberg                                                   | 2.500         |                      |
| Gießen               | Gießen-West                                                  |               |                      |
| Hanau                | Kesselstadt (Weststadt)                                      |               |                      |
| Kassel               | Brückenhof                                                   |               |                      |
| Marburg              | Richtsberg                                                   |               | 9.000                |
| Offenbach am Main    | Bieber-West                                                  |               |                      |
| Offenbach am Main    | Lauterborn                                                   |               |                      |
| Rüsselsheim am Main  | Dicker Busch II                                              | 2.000         | 7.000                |
| Schwalbach am Taunus | Limesstadt                                                   | 3.000         |                      |
| Wiesbaden            | Schelmengraben                                               | 2.500         |                      |
| Wiesbaden            | Klarenthal                                                   |               | 10.530               |
| Wiesbaden            | Parkfeld                                                     |               |                      |

| Stadt           | Siedlung           | ca. Anzahl WE | ca. Anzahl Einwohner |
| --------------- | ------------------ | ------------- | -------------------- |
| Greifswald      | Schönwalde I + II  | 9.992         |                      |
| Neubrandenburg  | Datzeberg          | 3.474         | 10.000               |
| Neubrandenburg  | Lindenberg         |               | 4.000                |
| Neubrandenburg  | Oststadt           | 8.700         | 14.000               |
| Neubrandenburg  | Reitbahnviertel    | 3.033         | 4.200                |
| Neubrandenburg  | Rostocker Viertel  | 3.033         | 4.200                |
| Neubrandenburg  | Südstadt           |               | 6.000                |
| Rostock         | Evershagen         | 8.732         | 16.293               |
| Rostock         | Toitenwinkel       | 6.549         | 16.500               |
| Rostock         | Lütten Klein       | 10.531        | 16.643               |
| Rostock         | Lichtenhagen       | 6.925         |                      |
| Schwerin (1990) | Dreesch I bis III  | 20.700        | 57.500               |
| Schwerin (2010) | I: Großer Dreesch  | 5.080         | 7.999                |
| Schwerin (2010) | II: Neu Zippendorf | 3.781         | 5.452                |
| Schwerin (2010) | III: Mueßer Holz   | 8.157         | 9.774                |

| Stadt        | Siedlung       | ca. Anzahl WE | ca. Anzahl Einwohner |
| ------------ | -------------- | ------------- | -------------------- |
| Braunschweig | Weststadt      | 12.000        | 23.000               |
| Delmenhorst  | Wollepark      | 1388          |                      |
| Göttingen    | Grone-Süd      |               |                      |
| Göttingen    | Holtenser Berg |               |                      |
| Göttingen    | Leineberg      |               |                      |
| Hannover     | Roderbruch     |               |                      |
| Hannover     | Ihme-Zentrum   | 800           | 2.800                |

| Stadt         | Siedlung                                     | ca. Anzahl WE | ca. Anzahl Einwohner |
| ------------- | -------------------------------------------- | ------------- | -------------------- |
| Bielefeld     | Baumheide                                    |               | 7.875                |
| Bielefeld     | Sennestadt                                   |               | 21.976               |
| Bochum        | Querenburg-Hustadt                           |               | 20.958               |
| Bonn          | Tannenbusch                                  |               | 17.565               |
| Bonn          | Medinghoven                                  |               | 4.514                |
| Dorsten       | Wulfen-Barkenberg (auch „Neue Stadt Wulfen“) | 4.000         | 13.715               |
| Dortmund      | Scharnhorst-Ost                              | 5.400         | 12.764               |
| Dortmund      | Hörde (Clarenberg)                           | 3.200         | 3.156                |
| Dortmund      | Wickede (Siedlung Meylantstraße)             | 1.400         | 2.550                |
| Düsseldorf    | Garath                                       | 8.800         | 19.109               |
| Düsseldorf    | Hassels-Nord (Potsdamer Straße)              | 1.000         | 4.700                |
| Duisburg      | Hochheide (Wohnpark Hochheide)               | 1.500         | 6.000                |
| Essen         | Freisenbruch-Süd                             | 2.060         | 16.719               |
| Essen         | Freisenbruch-Ost (Siedlung Bergmannsfeld)    | 1.710         | 11.160               |
| Essen         | Hörsterfeld                                  | 2.500         | 11.160               |
| Essen         | Isinger Feld                                 | 1.140         | 6.819                |
| Gelsenkirchen | Bulmke-Hüllen (Siedlung Tossehof)            | 1.345         |                      |
| Köln          | Chorweiler                                   | 20.000        |                      |
| Köln          | Finkenberg                                   |               | 6.483                |
| Köln          | Meschenich (Auf dem Kölnberg)                | 1.318         |                      |
| Köln          | Junkersdorf (Wiener Weg)                     |               |                      |
| Münster       | Kinderhaus (Brüningheide)                    | 6.000         |                      |
| Oerlinghausen | Südstadt (Concle-Siedlung)                   |               | 3.400                |
| Ratingen      | Ratingen-West                                |               | 18.000               |

| Stadt                 | Siedlung                            | ca. Anzahl WE | ca. Anzahl Einwohner |
| --------------------- | ----------------------------------- | ------------- | -------------------- |
| Kaiserslautern        | Betzenberg                          |               | 4.842                |
| Ludwigshafen am Rhein | Pfingstweide                        | 5.000         |                      |
| Ludwigshafen am Rhein | Oggersheim-West                     | 9.500         |                      |
| Mainz                 | Finthen-Nord (Siedlung Römerquelle) |               |                      |

| Stadt       | Siedlung                                                                                   | ca. Anzahl WE | ca. Anzahl Einwohner |
| ----------- | ------------------------------------------------------------------------------------------ | ------------- | -------------------- |
| Chemnitz    | Fritz-Heckert-Gebiet                                                                       | 20.000        | 43.000               |
| Chemnitz    | Yorckgebiet                                                                                |               | 6.824                |
| Dresden     | Gorbitz                                                                                    |               | 20.130               |
| Dresden     | Johannstadt                                                                                |               | 24.037               |
| Dresden     | Prohlis                                                                                    |               | 13.808               |
| Hoyerswerda | Bahnhofsvorplatz, Westrandbebauung, Elsterbogen und Neustadt (Wohnkomplex I-X) (1955–1990) | 18.703        | 30.302               |
| Leipzig     | Grünau (1976–1988)                                                                         | 38.545        | 49.400               |
| Leipzig     | Lößnig (1971–1975)                                                                         |               | 10.680               |
| Leipzig     | Paunsdorf (1987–1991)                                                                      | 6.290         | 12.405               |
| Leipzig     | Schönefeld (1974–1976)                                                                     | 5.460         | 9.259                |
| Leipzig     | Mockau-Ost (1970er Jahre)                                                                  | 2.340         | 3.958                |
| Leipzig     | Mockau-West (1970er Jahre)                                                                 | 1.810         | 4.021                |
| Leipzig     | Möckern (1961–1964)                                                                        | 2.900         | 4.582                |
| Leipzig     | Straße des 18. Oktober (1970er Jahre)                                                      | 2.560         | 6.662                |

| Stadt             | Siedlung                      | ca. Anzahl WE | ca. Anzahl Einwohner |
| ----------------- | ----------------------------- | ------------- | -------------------- |
| Halle (Saale)     | Halle-Neustadt                | 40.550        | 48.931               |
| Halle (Saale)     | Halle-Silberhöhe              | 7.666         | 12.849               |
| Halle (Saale)     | Halle-Heide-Nord              | 4.600         | 5.800                |
| Halle (Saale)     | Halle-Trotha (Wohnstadt Nord) | 2.484         |                      |
| Magdeburg         | Magdeburg-Nord                |               | 11.023               |
| Magdeburg         | Neu Olvenstedt                | 6.049         | 11.471               |
| Magdeburg         | Reform                        |               | 11.725               |
| Bitterfeld-Wolfen | Wolfen-Nord                   | 3.000         | 6.000                |
| Stendal           | Stadtsee                      | 9.890         |                      |

| Stadt            | Siedlung               | ca. Anzahl WE | ca. Anzahl Einwohner |
| ---------------- | ---------------------- | ------------- | -------------------- |
| Flensburg        | Musikerviertel         | 1.280         | 2.900                |
| Kiel             | Mettenhof              | 8.000         | 18.630               |
| Kiel             | Krooger Kamp           | 1.600         | 4.000                |
| Lübeck           | Buntekuh               |               |                      |
| Elmshorn         | Hainholz               |               |                      |
| Itzehoe          | Albert-Schweitzer-Ring |               |                      |
| Heide (Holstein) | Rüsdorfer Kamp         |               |                      |

| Stadt      | Siedlung                   | ca. Anzahl WE | ca. Anzahl Einwohner |
| ---------- | -------------------------- | ------------- | -------------------- |
| Eisenach   | Nord                       | 3750          | 12.000               |
| Erfurt     | Nord                       | 16.374        | 25.083               |
| Erfurt     | Südost                     | 13.822        | 23.549               |
| Erfurt     | Johannesplatz              | 3.467         | 5.223                |
| Gera       | Lusan                      | 15.000        | 23.478               |
| Gera       | Bieblach-Ost               |               | 13.451               |
| Jena       | Neulobeda                  | 10.000        | 21.370               |
| Jena       | Winzerla                   |               | 11.088               |
| Leinefelde | Südstadt                   | 4.700         |                      |
| Suhl       | Friedberg                  |               |                      |
| Suhl       | Ilmenauer Straße           |               |                      |
| Suhl       | Nord                       |               |                      |
| Weimar     | Weimar-West                | 3.660         | 5.500                |
| Weimar     | Weimar-Nord                | 2.600         | 5.400                |
| Weimar     | Weimar-Schöndorf-Waldstadt |               | 4.420                |

Die Einwohnerzahlen stammen größtenteils aus den Jahren 2007 und 2008.

### Schweden
Treibendes Moment für die Errichtung von Großsiedlungen war in Schweden das Millionenprogramm, das den sozialen Wohnungsbau von 1965 bis 1975 forcierte.
| Stadt | Siedlung  | ca. Anzahl WE | ca. Anzahl Einwohner |
| ----- | --------- | ------------- | -------------------- |
| Malmö | Rosengård |               | 22.262 (2008)        |

### Italien
| Stadt  | Siedlung | ca. Anzahl WE | ca. Anzahl Einwohner |
| ------ | -------- | ------------- | -------------------- |
| Neapel | Scampia  |               | 37.572 (2009)        |

### Österreich
| Stadt | Siedlung           | ca. Anzahl WE | ca. Anzahl Einwohner |
| ----- | ------------------ | ------------- | -------------------- |
| Wien  | Am Schöpfwerk      | 2600          |                      |
| Wien  | Großfeldsiedlung   | 5516          |                      |
| Wien  | Trabrenngründe     | 2424          |                      |
| Wien  | Dr. Franz-Koch-Hof | 1426          |                      |
| Wien  | Heinz-Nittel-Hof   | 1422          |                      |

## Soziale Entwicklungen

### Studien
Es finden sich in der Literatur eine Reihe Studien, die sich mit Großwohnsiedlungen auseinandersetzen. Es gibt wenige genaue Daten zu den sozialen Problemen, zum Image oder zu Fehlentwicklungen.

„Hochhaussiedlungen sind nicht unbedingt populär: Wer in den besseren Vierteln wohnt, kennt meist niemanden in der Platte. Und umgekehrt. Nicht mal als soziale Brennpunkte sind die in den sechziger Jahren hastig geplanten
Quartiere interessant, denn Armut, Arbeitslosigkeit und Alkoholismus bringen keine Einschaltquoten. Großwohnsiedlungen sind zudem mit einem allgemeinen Vorurteil belastet: irgendwie hässlich, irgendwie gefährlich, irgendwie asozial. Obwohl im Märkischen Viertel (Berlin), erbaut 1963 bis 1974 und bewohnt von rund 40.000 Menschen, die Kriminalitätsrate im Berliner Vergleich im Mittelfeld liegt.“

Ein Teil des schlechten Rufes von Großwohnsiedlungen scheint also in ihrem krassen Gegensatz zum Ideal des Einfamilienhauses mit Garten zu liegen. Den Neubaugebieten werden schlechte Eigenschaften zugeschrieben, die zu einer Diskriminierung der Wohnform und der Einwohner führen.
Die derzeitige Diskussion über Großwohnsiedlungen konzentriert sich auf ostdeutsche Siedlungen, während in den alten Bundesländern und im westlichen Ausland die untersuchenden Studien eher benachteiligte Stadtquartiere zum Inhalt haben.

### Soziale Probleme
Die Diskriminierung der Wohnform ist ein Prozess, der allgemein als „soziale Stigmatisierung“ bezeichnet wird. Nach Rietdorf und Liebmann kann diese Stigmatisierung zu tatsächlichen sozialen Problemen führen, wenn nämlich im sogenannten „filtering down“-Prozess durch die Stigmatisierung („push“-Faktor) und die Förderung des randstädtischen Neubaus („pull“-Faktor) Besserverdienende wegziehen. Dieser Verlust an sozialer Durchmischung kann zu undifferenzierten Mietpreisen und den Nachzug subventionsabhängiger Mieter führen. Eine Konzentration von „sozial Unangepassten“ macht aus einem Viertel dann einen tatsächlichen sozialen Brennpunkt. Es geht im Prinzip die stabilisierende Wirkung der […] Mischung sozialer Schichten verloren.

„Diese Imageproblematik darauf zu reduzieren, dass Großwohnsiedlungen … systematisch „schlecht geredet“ werden, würde bedeuten, die gesellschaftlichen Um- und Neuorientierung der Menschen ungenügend zu berücksichtigen und die bestehenden Defizite und Probleme zu leugnen“

Für viele der Siedlungen, die in Ostdeutschland errichtet wurden, kommen als Probleme hohe Arbeitslosigkeit und hohe Leerstände hinzu. Außerdem entsprechen die Gebäude nicht mehr dem zeitgemäßen Anspruch an eine Wohnung und dem Wohnungsbedarf. Das Angebot ist durch die Gleichförmigkeit nicht besonders ausdifferenziert.

„Je einseitiger sich eine Großwohnsiedlung an eine monostrukturelle Wirtschaftsentwicklung koppelte, je größer der Anteil der Wohnungen in den Großsiedlungen einer Stadt am gesamten Wohnungsbestand der betreffenden Stadt und je geringer die städtebauliche und sozialstrukturelle Integration der Großsiedlungen ausgebildet ist, desto komplizierter und schwieriger wird voraussichtlich ihre mittel- und langfristige Entwicklungsperspektive sein.“

Nicht nur der Wegzug von Besserverdienern, auch der soziale Abstieg der Bewohner kann zu den beschriebenen (Image-)Problemen führen.
Auf Grund der Abwanderung der Bevölkerung verschärfte sich in den ostdeutschen Wohnsiedlungen die Lage. Ein zunehmender Leerstand – durchschnittlich z. B. in Mecklenburg-Vorpommern bei 10 bis 11 % und in Sachsen bei 17 bis 18 % – war zu verzeichnen. In einigen Stadtteilen lag die Leerstandsquote bei 25 bis 40 %. Die Großwohnsiedlungen haben jedoch noch relativ preiswerte Mieten. Durch die seit 1993 eingeleiteten Städtebauförderungsprogramme zur Verbesserung des Wohnumfeldes und seit 1998 des Stadtumbaus hat sich die soziale Struktur stabilisiert. Während in einigen innerstädtischen renovierten Altbaugebieten zunehmend höhere Leerstände zu verzeichnen waren, nahm in den Plattenbauten der Leerstand auf Grund der Rückbau- und der Aufwertungsmaßnahmen langsam ab. Diese Entwicklung ist im Jahre 2007 bei weitem noch nicht abgeschlossen. Die wachsende Beliebtheit der innerstädtischen Altbauviertel zeichnet sich in den meisten ostdeutschen Städten durch eine Stabilisierung oder oftmals sogar wachsende Einwohnerzahlen ab mit damit verbundenem geringer werdenden Leerstand.

### Schlechter Ruf?
Ein Teil des schlechten Rufes von Großwohnsiedlungen beruht auf schlechter Informationslage. Wenn Medien über diese Viertel berichten, dann oft, um Klischees zu bedienen, und wenn Ereignisse von Nachrichtenwert geschehen, sind das meistens negative Nachrichten – wie der Brandanschlag von Neonazis in Rostock-Lichtenhagen im August 1992 –, die zum schlechten Ruf der Siedlungen beitragen.
Untersuchungen in Mecklenburg-Vorpommern von 1998 haben gezeigt, dass der Anteil der mit ihrer Wohnsituation zufriedenen Haushalte in den untersuchten Gebieten insgesamt 80 Prozent beträgt. Die subjektive Wohnbefindlichkeit und Gebietsbewertung war nach diesen Untersuchungen so, dass Ausziehende subjektiv zu 97 % den Umzug als Verbesserung ansahen, jedoch immerhin von den Einziehenden drei Viertel diese Einschätzung teilen.
Das Hauptproblem ist offenbar tatsächlich eines des Marketings und des Images. Will man Großwohnsiedlungen wieder zu lebenswerten Stadtteilen entwickeln, muss man gegen die gängigen Vorurteile kämpfen. Natürlich reicht das alleine nicht aus, sondern durch einen qualitativen Stadtumbau sind die objektiven Mängel der Wohnungen, des Wohnumfeldes, des Stadtteils und seine regionale Einbindung zu verbessern. Dazu gibt es Maßnahmen wie das Quartiersmanagement und allgemeine Überlegungen wie die zur sozialen Stadt.
Ist ein Stadtteil tatsächlich zum sozialen Brennpunkt geworden, stehen andere Maßnahmen an. Hier kann man von den Erfahrungen in Frankreich lernen. Dort gibt es die sogenannten „Grands-ensembles“-Stadtteile, die den Plattenbausiedlungen nicht unähnlich sind. Bei den Bewohnern handelt es sich hauptsächlich um nordafrikanische Einwanderer. Seit den 1980er Jahren gibt es hier eine über dem Durchschnitt liegende Arbeitslosigkeit, ein vergleichsweise geringes Ausbildungsniveau, eine große Anzahl von Schulabbrechern, hoher Anteil Drogensüchtiger und wachsende Kriminalität, insbesondere unter Jugendlichen.

## Weitere Entwicklungen
Eine generelle Bevölkerungsabnahme wird erwartet, die insbesondere die Großwohnsiedlungen trifft. Verschiedene Modelle der weiteren Stadtentwicklung werden diskutiert.
- Durch eine Kontraktion der Stadt werden periphere Stadtbereiche der Natur wieder zurückgegeben.
- Brachliegende Flächen werden in der Stadt neu gewidmet, also anders genutzt.
- Eine zunehmende Dezentralisation führt zu einer suburbanen Stadtstruktur mit dezentraler Konzentration.

Es zeichnen sich verschiedene mögliche Entwicklungsrichtungen der Großwohnsiedlungen ab:
- Sie sind integrierter Bestandteil der Stadt und bieten für untere und mittlere Schichten ein Angebot für bezahlbare Wohnungen.
- Sie sind in einer städtischen Randlage und dienen in zu hohem Maße der Unterbringung von „sozialen Problemgruppen“. Diese Entwicklung sollte vermieden werden.
- Sie sind ganz oder teilweise nicht mehr erforderlich und ein Rückbau mit einer Umnutzung findet statt.

### Deutschland
In Deutschland wurden vom Bund und von den Ländern Förderprogramme zur Verbesserung des Wohnumfeldes aufgestellt. Das Bundesbauministerium hat 2009 zudem den Wettbewerb Energetische Sanierung von Großwohnsiedlungen auf der Grundlage von integrierten Stadtteilentwicklungskonzepten ausgeschrieben.

### Stadtumbau „Ost“
Von 1991 bis 2007 war in den neuen Ländern ein dramatischer Bevölkerungsverlust durch Abwanderung und durch eine zunehmende natürliche Bevölkerungsentwicklung zu verzeichnen. Diese Bevölkerungsabnahme findet weiterhin statt. Die Anzahl der Haushalte hingegen nimmt jedoch noch zu. Es wird mehr Einpersonen- und Kleinfamilienhaushalte geben. Die Altstädte sind wieder attraktiver und weiterhin entstehen Einfamilien- und Reihenhaussiedlungen. Verlierer bei dieser Entwicklung sind die Großwohnsiedlungen, vor allem solche, die sich in Stadtrandlage befinden. Der bereits hohe Leerstand nimmt zu. Das Pestel-Institut für Systemforschung forderte 1996 sehr provozierend, dass eine Million Wohnungen in Ostdeutschlands Plattensiedlungen unvermeidlich abgerissen werden müssten. Das Bundesbauministerium und der Bundesverband deutscher Wohnungsunternehmen erkannten zwar die Notwendigkeit zum Abriss leer stehender Wohnungen an, aber nicht in diesem Umfang. Ein Förderprogramm zum Abriss von rund 300.000 Wohnungen wurde ab 2000 durch den Bund und die Ostländer aufgelegt. Schwerpunkt dieses Programms zum Stadtumbau Ost soll die Aufwertung der Großwohnsiedlungen sein. Sie sollen integrierter Bestandteil einer Stadt werden und bezahlbare Wohnungen für eine untere Mittelschicht bieten. Dabei sollten typische Werksiedlungen und wenig integrierbare Stadtquartiere oder Teile von Stadtvierteln durchaus abgerissen werden. So ist etwa in Eisenhüttenstadt, Guben, Hoyerswerda, Schwedt/Oder, Stendal, Weißwasser oder Wolfen ein großflächiger Abriss in Großwohnsiedlungen bereits realisiert.
Seit 1993 fördern die ostdeutschen Länder bereits mit Bundeshilfe die Verbesserung des Wohnumfeldes von Großwohnsiedlungen. Der Stadtumbau durch Aufwertung und Abriss soll die Großwohnsiedlungen zu lebenswerten, stabilisierten, integrierten und funktionsgemischten Stadtteilen entwickeln und folgende Schwerpunkte haben:
- Das Wohnumfeld (Eingänge, Wohnhöfe, Plätze, Grünflächen) wird verbessert.
- Die soziale und kulturelle Infrastruktur wird erweitert.
- Der Leerstand wird durch Rückbau und Abriss beseitigt.
- Brachliegende Flächen werden im Sinne eine Funktionsmischung entweder neu genutzt (Gewerbe, Reihenhausgebiete) oder zu Naturräumen umgestaltet.
- Die Wohnungen werden weiterhin entsprechend den zeitgemäßen Ansprüchen modernisiert.
- Die Verkehrsinfrastruktur (Stellplätze, Fahrradwege, Wohnstraßen) wird angepasst und der Öffentliche Personennahverkehr ausgebaut.
- Die technische Infrastruktur wird angepasst.
- Das Image und das Marketing der Stadtteile werden durch Öffentlichkeitsarbeit gestärkt.
- Durch Stadtteilmanager oder Stadtteilkoordinatoren werden die Einheit der Akteure (Bewohner, Vermieter, Gewerbe, Stadt, Planer) und das soziale Miteinander unterstützt.
- Integrierte Stadtteilentwicklungskonzeptionen (ISEK bzw. InSEK) verbinden mit einem Leitbild alle Einzelfachplanungen zu einer Einheit und vernetzen planerisch die gesamte Region.

### Stadtumbau „West“
In den alten Bundesländern war durch die Abwanderungen aus den neuen Ländern sogar eine geringe Bevölkerungszunahme zu verzeichnen. Lediglich in strukturschwachen Gebieten oder Städten (u. a. in Norddeutschland und im Ruhrgebiet) zeichnete sich eine den Ostländern vergleichbare Entwicklung ab. Durch ein Förderprogramm des Bundes zum Stadtumbau West wurden seit 2002 zunächst bei elf Pilotprojekten Maßnahmen zur Verbesserung der Großwohnsiedlungen eingeleitet.
Der Stadtumbau West soll wie der oben beschriebene Stadtumbau Ost durch ein allgemeines Programm im Westen fortgeführt werden, wobei die regionalen Unterschiede (Nord/Süd) eine Schwierigkeit bei der Mittelverteilung (Länderegoismus) darstellen. Eine größere Bevölkerungsabnahme auf Grund der natürlichen Bevölkerungsentwicklung wird von 2015 bis 2020 die Situation der Großwohnsiedlungen vor allem in strukturschwachen Städten verschärfen.

### Frankreich
Schon seit Mitte der 1970er Jahre betreibt der französische Staat verschiedene Programme wie „Wohnen und soziales Leben“, „Vom Wohngebiet zur Stadtwerdung“ und „Soziales-urbanes Entwicklungsprogramm“. Um an die staatlichen Förderungen zu kommen, müssen die Städte mit dem Staat Verträge schließen, die sie in ihren fünfjährigen Laufzeiten zu Maßnahmen zur Berufsausbildung, Arbeitsplatzbeschaffung, zur Unterstützung der lokalen Ökonomie verpflichten.
Diese Probleme seien zwar nicht direkt auf eventuelle künftige Problemeskalationen in Deutschland übertragbar, jedoch sind sie durchaus interessant, da sie
- über bauliche und städtebauliche Fragestellungen von Anfang an hinausgehen,
- stets soziale und ökonomische Probleme integriert aufgreifen und
- jeweils differenziert auf die spezifischen Situationen in den betreffenden Regionen und Kommunen eingehen.[27]

### Umweltaspekte
Aus Sicht von Umwelt- und Klimaschutz sind die Großwohnsiedlungen anderen Bauformen in einigen Aspekten überlegen. So ist ihr Flächenverbrauch pro Bewohner geringer als der anderer Bauformen. Durch die aufgelockerte, durchgrünte Bauweise und eine hohe Geschosszahl ist auch die hervorgerufene Bodenversiegelung eher gering. Zudem lassen sich Großwohnsiedlungen mit vergleichsweise geringem Aufwand energetisch sanieren, da sie nur wenige Außenwände und Dachflächen haben und durch normierte Bauformen dieselben Baupläne bzw. -teile vielfach verwendet werden können. Durch Fernwärme-Anlagen lassen sie sich einfach und kostengünstig mit Wärme versorgen und durch geringe Geschosshöhen sinkt der Energieverbrauch zum Beheizen eines Raumes. Dadurch werden insgesamt bei entsprechendem Sanierungsstand eine gute Energiebilanz und geringe Kosten für die Mieter erreicht.
Zur Erschließung einer Großwohnsiedlung wird weniger Infrastruktur pro Bewohner (Leitungen für Strom, Telefon, Wasser oder Straßenland) benötigt als für eine Eigenheimsiedlung. In der Regel sind solche Siedlungen gut ins öffentliche Verkehrsnetz eingebunden, sodass der Verzicht auf die Benutzung eines PKW erleichtert wird. Meist sind durch die hohe Bevölkerungsdichte die Wege zur Grundversorgung (Supermärkte, Ärzte, wohnortnahe Dienstleistungen) kurz und können auch von älteren Menschen zu Fuß zurückgelegt werden. Durch das Vorhandensein von Aufzügen und Rampen kann zudem barrierefreies Wohnen eher erreicht werden als in den meisten anderen Bauformen.